# 代本板

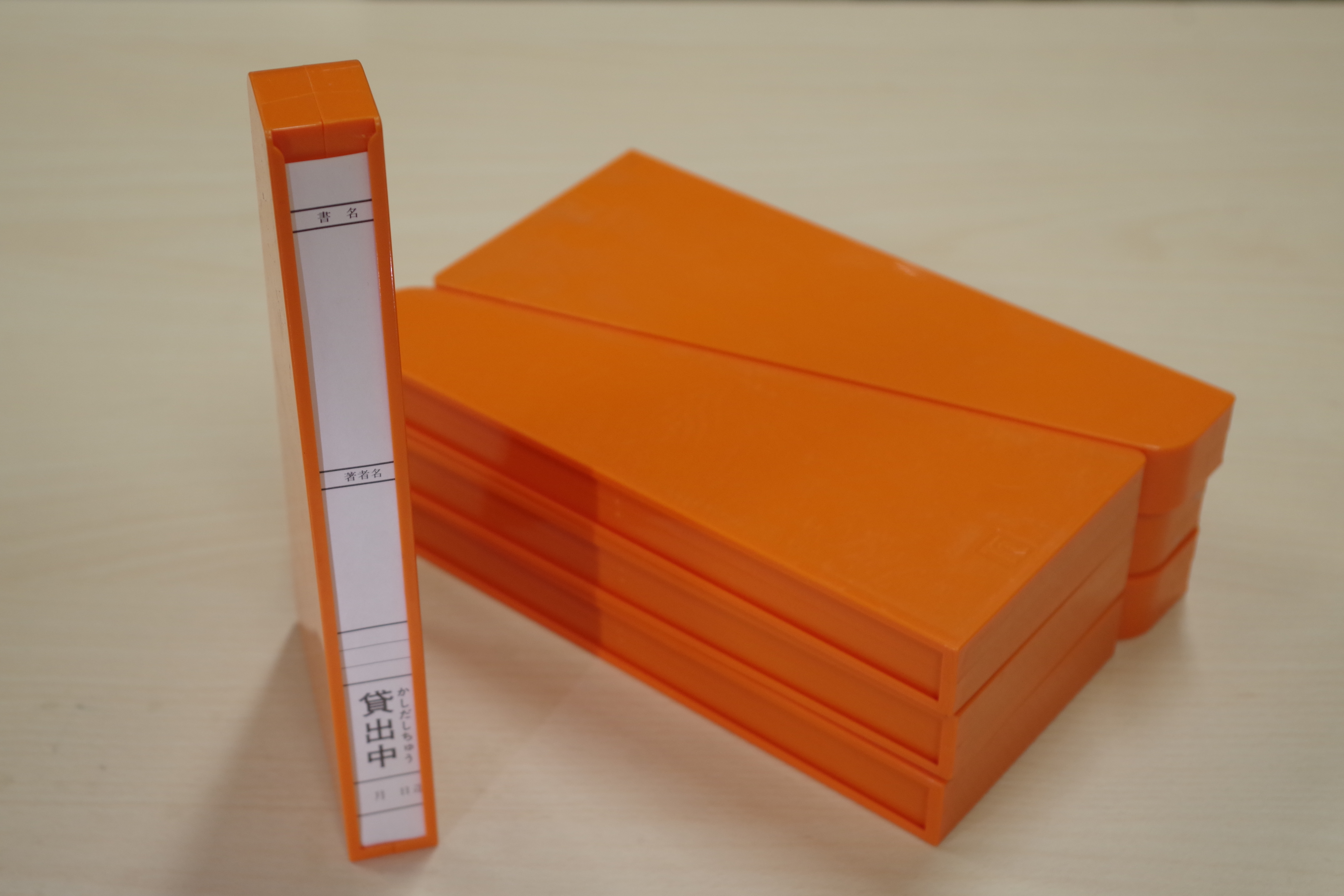
プラスチック製代本板の例

図書館における代本板（だいほんばん、台本板、代書板〈だいしょばん〉、英: shelf dummy、または単に dummy）とは、図書や雑誌が本来配架されるべき位置にない時に、現物に代わって置かれる板である。英語から、ダミーともいう。代本板は、館種によって使われ方が異なる。

## 形状や材質
形状は、直角台形・直角三角形・長方形などさまざまである。材質については、日本では木製が一般的であるが、プラスチック製のものも登場している。また、厚紙・段ボールが使われることもある。

## 日本の小学校図書館における代本板

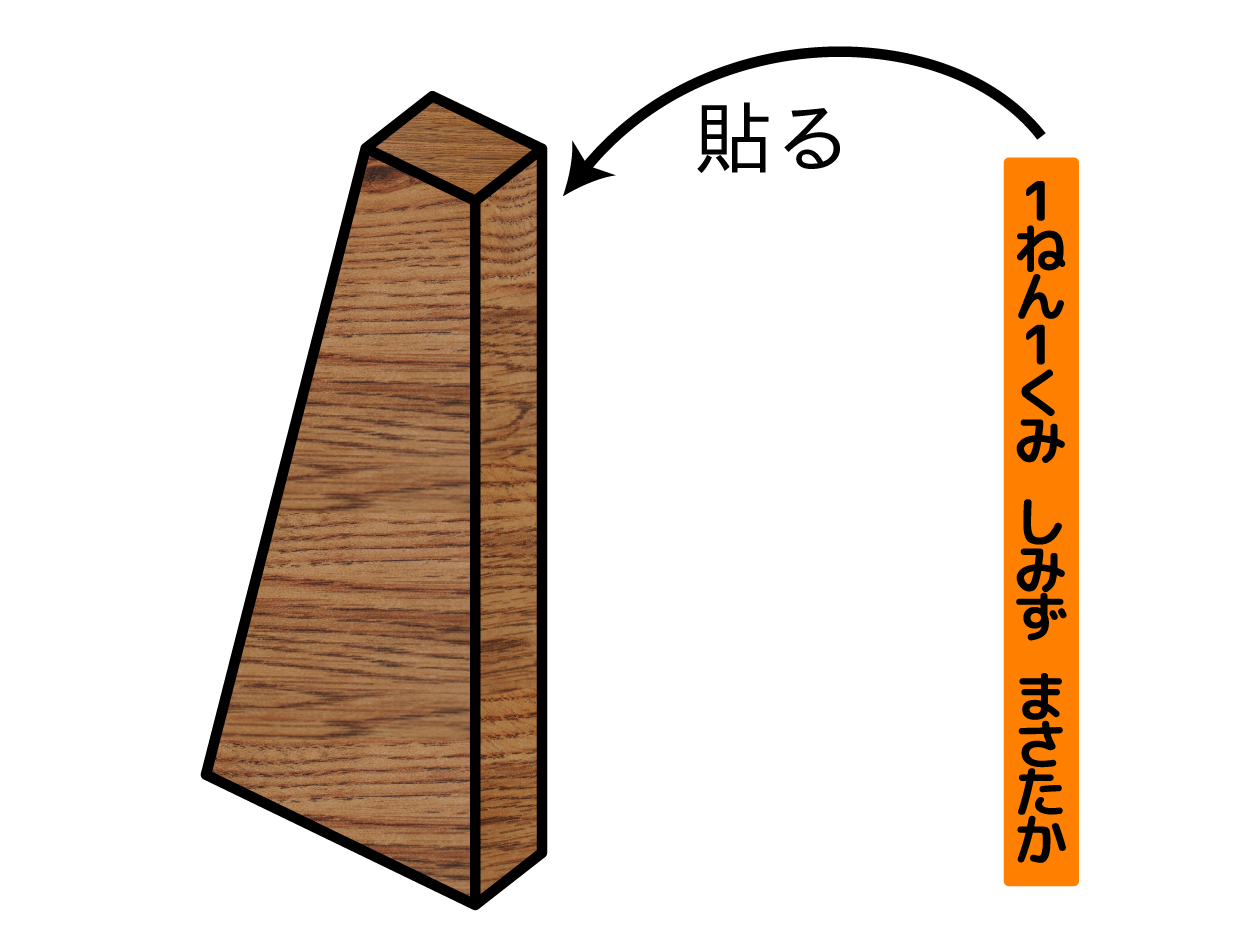
氏名や学年等を書かせる代本板のイメージ図。ただし、これは一例に過ぎず、代本板を導入しているすべての小学校が名前などを書かせているわけではないことに留意。

日本の小学校図書館においては、貸出に代本板が使用される場合があり、図書館用品・学校用品メーカーが代本板を販売している。代本板が導入されている場合、借りるときに図書のあった場所に代本板を入れるように指導される。
これによって、図書が元々配架されていた場所に正しく返却すること、更にはその意識の向上が期待される。また、低学年の児童は元に戻す位置が明らかであることから安心して図書が借りられる。ただし、これらは、書架への返却を児童自身にやらせる場合の利点であり、学校司書や図書委員等が行う場合はこの限りでない。一方、「考えることなしに」返却できるようになってしまうのは図書館教育上好ましくない、煩雑であり学校図書館利用を減退させるという意見や、代本板を導入していると2冊以上の同時貸出が難しい、（代本板以外の貸出記録を作っていない場合は）書架を見なければ貸出状況がわからない、などの欠点も存在する。
また、学校図書館においても利用者のプライバシーを守ろう（図書館の自由に関する宣言第3条参照）とする機運が高まるにつれ、他者に読書記録が露見してしまうという欠点も指摘されるようになっている。

## 公共図書館などにおける代本板
公共図書館などでは、大型本の別置などに使われる。別置の際は、別置されている資料のタイトルや請求記号、別置の理由、別置先などが背の部分に書かれる。また、逐次刊行物（の特定の巻号）が実物でなく別の媒体、例えばマイクロフィルムなどで提供されている場合にもその旨を示すために使われる。
閉架式書架においても、代本板が使われることがあり、古くは一般的だった。この用法としては、職員が資料を出納するときなどに資料のあった場所に代本板を挿入し、元あった場所に戻すときの目印にする。これには、別な用件で資料を探しに来た図書館員を困惑させない目的も込められている。